# Olympische Sommerspiele 1960/Leichtathletik – 400 m Hürden (Männer)
Der 400-Meter-Hürdenlauf der Männer bei den Olympischen Spielen 1960 in Rom wurde vom 31. August bis zum 2. September 1960 im Stadio Olimpico ausgetragen. 34 Athleten nahmen teil.
Für die US-Mannschaft gab es einen Dreifacherfolg zu feiern. Der Olympiasieger von 1956 Glenn Davis gewann vor Clifton Cushman und Dick Howard.
Es gingen drei Deutsche und der Schweizer Bruno Galliker an den Start. Wolfgang Fischer scheiterte schon in seinem Vorlauf, Willi Matthias erreichte das Halbfinale, Helmut Janz konnte ebenso Galliker bis ins Finale vorstoßen. Hier wurde Janz mit fünfzehn Hundertstelsekunden Rückstand auf den Bronzerang Vierter. Galliker beendete das Finale als Sechster. Athleten aus Österreich und Liechtenstein nahmen nicht teil.

## Rekorde

### Bestehende Rekorde

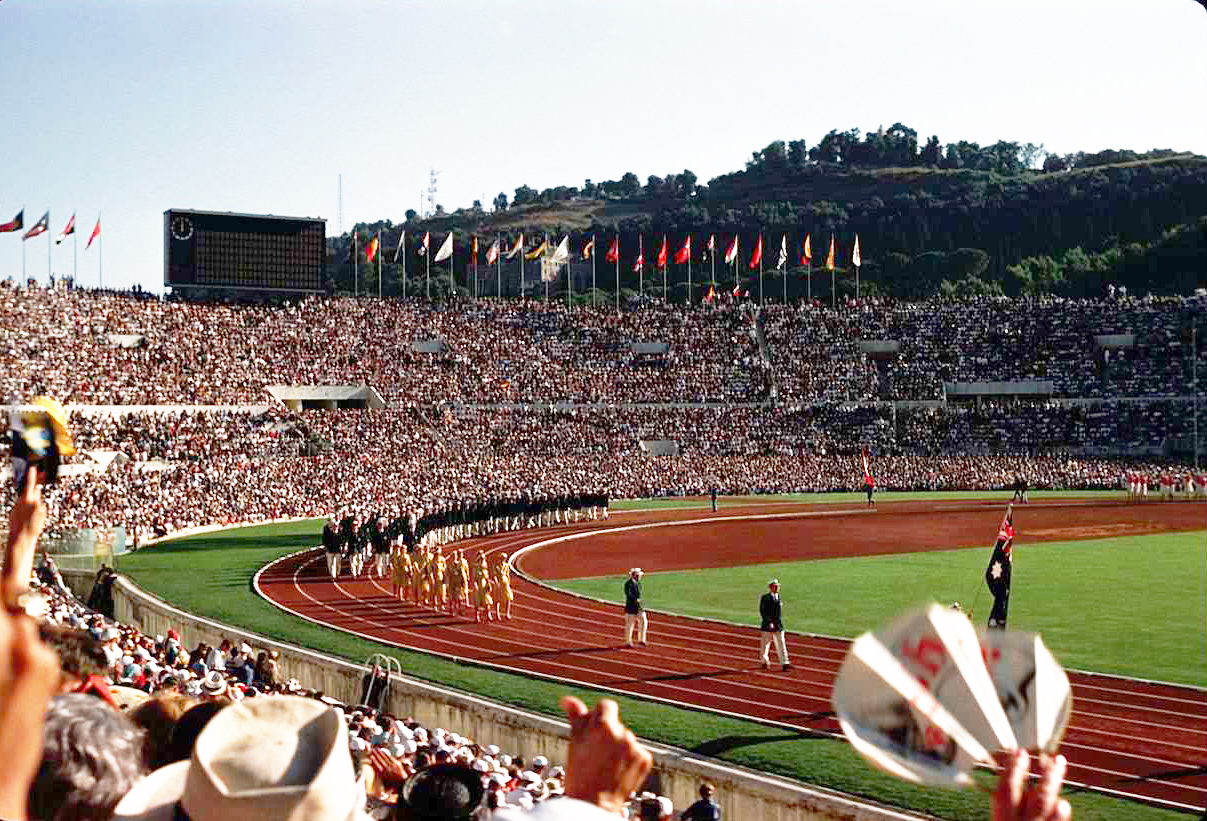
Das Olympiastadion während der Eröffnungsfeier

| Weltrekord         | 49,2 s | Glenn Davis ( USA)    | Budapest, Ungarn                    | 6. August 1958    |
| Olympischer Rekord | 50,1 s | Eddie Southern ( USA) | Halbfinale OS Melbourne, Australien | 23. November 1956 |
| Olympischer Rekord | 50,1 s | Glenn Davis ( USA)    | Finale OS Melbourne, Australien     | 24. November 1956 |

### Rekordverbesserung
Der US-amerikanische Olympiasieger Glenn Davis verbesserte den bestehenden von ihm selber mitgehaltenen olympischen Rekord im Finale am 2. September um acht Zehntelsekunden auf 49,3 s. Seinen eigenen Weltrekord verfehlte er um eine Zehntelsekunde.

## Durchführung des Wettbewerbs
34 Athleten traten am 31. August zu sechs Vorläufen an. Pro Vorlauf qualifizierten sich die jeweils zwei Laufbesten – hellblau unterlegt – für das Halbfinale am 1. September en. Zusätzlich kamen noch die folgenden zwei Zeitschnellsten – hellgrün unterlegt – eine Runde weiter. Aus dem Halbfinale erreichten dann die jeweils schnellsten drei Läufer – wiederum hellblau unterlegt – das Finale am 2. September.

## Zeitplan
31. August, 15:00 Uhr: Vorläufe

1. September, 16:15 Uhr: Halbfinale

2. September, 16:00 Uhr: Finale

## Vorläufe
Datum: 31. August 1960, ab 15:00 Uhr

### Vorlauf 1
| Platz | Name            | Nation         | Offizielle Zeit handgestoppt | Inoffizielle Zeit elektronisch |
| ----- | --------------- | -------------- | ---------------------------- | ------------------------------ |
| 1     | Bruno Galliker  | Schweiz        | 51,0 s                       | 51,20 s                        |
| 2     | Dick Howard     | USA            | 51,2 s                       | 51,32 s                        |
| 3     | Anubes da Silva | Brasilien      | 52,1 s                       | 52,25 s                        |
| 4     | Max Boyes       | Großbritannien | 52,1 s                       | 52,32 s                        |
| 5     | Wiesław Król    | Polen          | 52,4 s                       | 52,52 s                        |
| 6     | Mohamed Zouaki  | Marokko        | 52,5 s                       | 55,65 s                        |

### Vorlauf 2
| Platz | Name                | Nation      | Offizielle Zeit handgestoppt | Inoffizielle Zeit elektronisch |
| ----- | ------------------- | ----------- | ---------------------------- | ------------------------------ |
| 1     | Jan Gulbrandsen     | Norwegen    | 52,2 s                       | 52,39 s                        |
| 2     | Glenn Davis         | USA         | 52,2 s                       | 52,41 s                        |
| 3     | Arnold Mazulewitsch | Sowjetunion | 52,9 s                       | 53,00 s                        |
| 4     | George Shepherd     | Kanada      | 53,0 s                       | 53,05 s                        |
| 5     | Marcel Lambrechts   | Belgien     | 53,5 s                       | 53,67 s                        |
| DNS   | Soedjanoedji        | Indonesien  |                              |                                |

### Vorlauf 3
| Platz | Name                  | Nation         | Offizielle Zeit handgestoppt | Inoffizielle Zeit elektronisch |
| ----- | --------------------- | -------------- | ---------------------------- | ------------------------------ |
| 1     | Clifton Cushman       | USA            | 51,8 s                       | 51,98 s                        |
| 2     | Willi Matthias        | Deutschland    | 52,1 s                       | 52,23 s                        |
| 3     | Keiji Ogushi          | Japan          | 52,4 s                       | 52,58 s                        |
| 4     | Chris Goudge          | Großbritannien | 52,6 s                       | 52,75 s                        |
| 5     | Muhammad Yaqub        | Pakistan       | 52,8 s                       | 52,91 s                        |
| 6     | Mongi Soussi Zarrouki | Tunesien       | 54,3 s                       | 54,34 s                        |

### Vorlauf 4
| Platz | Name                   | Nation       | Offizielle Zeit handgestoppt | Inoffizielle Zeit elektronisch |
| ----- | ---------------------- | ------------ | ---------------------------- | ------------------------------ |
| 1     | Georgi Tschewitschalow | Sowjetunion  | 51,8 s                       | 51,97 s                        |
| 2     | Salvatore Morale       | Italien      | 52,0 s                       | 52,13 s                        |
| 3     | Per-Ove Trollsås       | Schweden     | 52,3 s                       | 52,49 s                        |
| 4     | Wolfgang Fischer       | Deutschland  | 53,2 s                       | 53,35 s                        |
| 5     | Dimitrios Skourtis     | Griechenland | 53,7 s                       | 53,85 s                        |
| DNS   | Habib Sayed            | Afghanistan  |                              |                                |

### Vorlauf 5
| Platz | Name             | Nation      | Offizielle Zeit handgestoppt | Inoffizielle Zeit elektronisch |
| ----- | ---------------- | ----------- | ---------------------------- | ------------------------------ |
| 1     | Helmut Janz      | Deutschland | 51,1 s                       | 51,30 s                        |
| 2     | Bartonjo Rotich  | Kenia       | 51,2 s                       | 51,39 s                        |
| 3     | Jussi Rintamäki  | Finnland    | 51,5 s                       | 51,70 s                        |
| 4     | Elio Catola      | Italien     | 51,8 s                       | 51,94 s                        |
| 5     | Fahir Özgüden    | Türkei      | 55,3 s                       | 55,43 s                        |
| 6     | Nazzar Al-Jamali | Irak        | 58,0 s                       | k. A.                          |

### Vorlauf 6

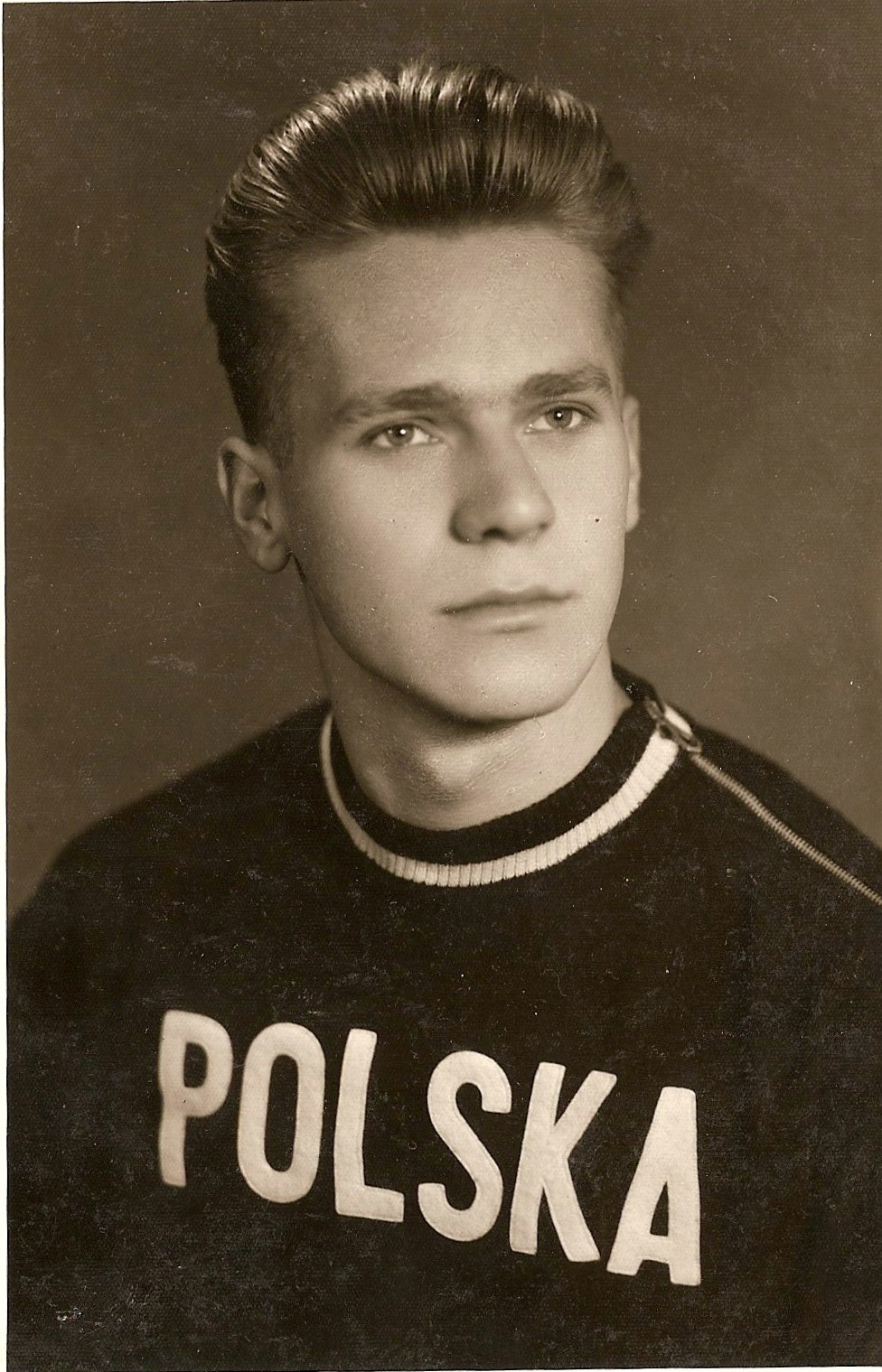
Zdzisław Kumiszcze – ausgeschieden als Fünfter des sechsten Vorlaufs

| Platz | Name                    | Nation         | Offizielle Zeit handgestoppt | Inoffizielle Zeit elektronisch |
| ----- | ----------------------- | -------------- | ---------------------------- | ------------------------------ |
| 1     | John Metcalf            | Großbritannien | 52,1 s                       | 52,24 s                        |
| 2     | Moreno Martini          | Italien        | 52,1 s                       | 52,26 s                        |
| 3     | Boris Kriunow           | Sowjetunion    | 52,5 s                       | 52,66 s                        |
| 4     | Víctor Maldonado Flores | Venezuela      | 52,6 s                       | 52,79 s                        |
| 5     | Zdzisław Kumiszcze      | Polen          | 53,3 s                       | 53,47 s                        |
| 6     | Li Po-Ting              | Taiwan         | 54,1 s                       | 54,23 s                        |

## Halbfinale
Datum: 1. September 1960, ab 16:15 Uhr

### Lauf 1
| Platz | Name                   | Nation      | Offizielle Zeit handgestoppt | Inoffizielle Zeit elektronisch |
| ----- | ---------------------- | ----------- | ---------------------------- | ------------------------------ |
| 1     | Glenn Davis            | USA         | 51,1 s                       | 51,20 s                        |
| 2     | Jussi Rintamäki        | Finnland    | 51,1 s                       | 51,20 s                        |
| 3     | Helmut Janz            | Deutschland | 51,4 s                       | 51,55 s                        |
| 4     | Georgi Tschewitschalow | Sowjetunion | 52,0 s                       | 52,14 s                        |
| 5     | Elio Catola            | Italien     | 52,3 s                       | 52,44 s                        |
| 6     | Jan Gulbrandsen        | Norwegen    | 52,4 s                       | 52,56 s                        |
| 7     | Moreno Martini         | Italien     | 52,4 s                       | 52,57 s                        |

### Lauf 2
| Platz | Name             | Nation         | Offizielle Zeit handgestoppt | Inoffizielle Zeit elektronisch |
| ----- | ---------------- | -------------- | ---------------------------- | ------------------------------ |
| 1     | Clifton Cushman  | USA            | 50,8 s                       | 50,89 s                        |
| 2     | Dick Howard      | USA            | 50,8 s                       | 50,91 s                        |
| 3     | Bruno Galliker   | Schweiz        | 51,3 s                       | 51,47 s                        |
| 4     | Salvatore Morale | Italien        | 51,3 s                       | 51,48 s                        |
| 5     | Bartonjo Rotich  | Kenia          | 51,8 s                       | 51,97 s                        |
| 6     | Willi Matthias   | Deutschland    | 51,8 s                       | 51,95 s                        |
| 7     | John Metcalf     | Großbritannien | 52,5 s                       | 52,72 s                        |

## Finale
Datum: 2. September 1960, 16:00 Uhr
| Platz | Name            | Nation      | Offizielle Zeit handgestoppt | Inoffizielle Zeit elektronisch |
| ----- | --------------- | ----------- | ---------------------------- | ------------------------------ |
| 1     | Glenn Davis     | USA         | 49,3 s OR                    | 49,51 s                        |
| 2     | Clifton Cushman | USA         | 49,6 s000                    | 49,77 s                        |
| 3     | Dick Howard     | USA         | 49,7 s000                    | 49,90 s                        |
| 4     | Helmut Janz     | Deutschland | 49,9 s000                    | 50,05 s                        |
| 5     | Jussi Rintamäki | Finnland    | 50,8 s000                    | 50,98 s                        |
| 6     | Bruno Galliker  | Schweiz     | 51,0 s000                    | 51,11 s                        |

Glenn Davis, Olympiasieger von 1956, Weltrekordhalter und US-Meister, war der Topfavorit. Sein damals größter Widersacher, der Südafrikaner Gert Potgieter, konnte verletzungsbedingt in Rom nicht antreten.
Im Finale legten der US-Amerikaner Richard Howard und der Deutsche Helmut Janz vom Start weg ein hohes Tempo vor und lagen bis zur Hälfte des Rennens vorn. Davis war allerdings nur knapp zurück. Im Gegensatz dazu lief der dritte US-Amerikaner Clifton Cushman schon fast aussichtslos hinterher. Noch zu Beginn der Zielgeraden führte Howard vor Janz. Doch nun zog Davis mühelos an den beiden vorbei und war nicht mehr aufzuhalten. Von hinten stürmte jetzt Cushman abgesehen von Davis am gesamten Feld vorbei und gewann noch die Silbermedaille vor Howard.
Die erzielten Zeiten waren ausgezeichnet. Glenn Davis stellte mit 49,3 Sekunden einen neuen olympischen Rekord auf und verfehlte seinen eigenen Weltrekord nur um eine Zehntelsekunde. Auch Helmut Janz unterbot mit 49,9 Sekunden noch die 50-Sekunden-Marke und stellte damit einen neuen Europarekord auf. Die vier Erstplatzierten waren schneller als der bis dahin bestehende Olympiarekord.
Glenn Davis gewann im zwölften olympischen Finale die zehnte US-Goldmedaille, die fünfte in Folge.

Es war der vierte Dreifacherfolg von US-Läufern über 400 Meter Hürden, davon der zweite in Folge.

## Video
- 1960 Glenn Davis oro nei 400 m. ostacoli Olimpiadi di Roma, youtube.com, abgerufen am 12. Oktober 2017